# Geir
Geir (seltener Geirr) ist ein männlicher Vorname.

## Herkunft und Bedeutung
Geir ist ein norwegischer und isländischer Name als Kurzform von altnordischen Namen, die das Element geirr mit der Bedeutung „Speer“ enthalten.

## Namensträger
- Geir Andersen (* 1964), norwegischer Nordischer Kombinierer
- Geir Jørgen Bekkevold (* 1963), norwegischer Politiker
- Geir Inge Berg (* 1979), norwegischer Radrennfahrer
- Geir Andre Erlandsen (* 1976), norwegischer Tischtennisspieler
- Geir Frigård (* 1970), norwegischer Fußballspieler und Fußballtrainer
- Geir Haarde (* 1951), isländischer Politiker und ehemaliger Premierminister
- Geir Hallgrímsson (1925–1990), isländischer Politiker und Premierminister
- Geir Ivarsøy (1957–2006), norwegischer Softwareentwickler
- Geir Adelsten Iversen (* 1954), norwegischer Politiker
- Geir Jenssen (* 1962), norwegischer Musiker und Fotograf
- Geir Johnson (1953–2021), norwegischer Komponist und Autor
- Geir Johnson (* 1965), norwegischer Skispringer
- Geir Jørgensen (* 1972), norwegischer Politiker
- Geir Karlstad (* 1963), norwegischer Eisschnellläufer
- Geir Inge Lien (* 1972), norwegischer Politiker
- Geir Lundestad (1945–2023), norwegischer Historiker
- Geir Lysne (* 1965), norwegischer Jazzmusiker, Komponist und Bigband-Leader
- Geir Moen (* 1969), norwegischer Leichtathlet
- Geir Pollen (* 1953), norwegischer Schriftsteller
- Geir Pollestad (* 1978), norwegischer Politiker
- Geir Inge Sivertsen (* 1965), norwegischer Politiker
- Geirr Tveitt (1908–1981), norwegischer Komponist und Pianist
- Geir Vídalín (1761–1823), isländischer Bischof von Skálholt
- Geir Atle Wøien (* 1975), norwegischer Skispringer